# HMS Cornwall (1761)
Pour les autres navires du même nom, voir HMS Cornwall.
Le HMS Cornwall est un vaisseau de 74 canons de classe Arrogant en service dans la Royal Navy.
Lancé le 19 mai 1761, il participe à la guerre de Sept Ans et à la guerre d'indépendance des États-Unis.